# معركة زامة
معركة زامة أو زاما (بالإنجليزية: Battle of Zama) أو ما سمي بالحرب البونيقية الثانية. نشبت في 19 أكتوبر 202 ق.م. بين الرومان بقيادة سكيبيو الإفريقي والقرطاجيين بقيادة حنبعل برقة، على الحدود الجزائرية التونسية (الحدادة حالياً)، انتصر جيش روماني بقيادة سكيبيو الإفريقي على قوة قرطاجية بقيادة حنبعل برقة. ومباشرة على إثر تلك الهزيمة على أرضهم، قام مجلس الشيوخ القرطاجي بطلب السلام، لينهي الحرب التي دامت 17 عام.

## التاريخ

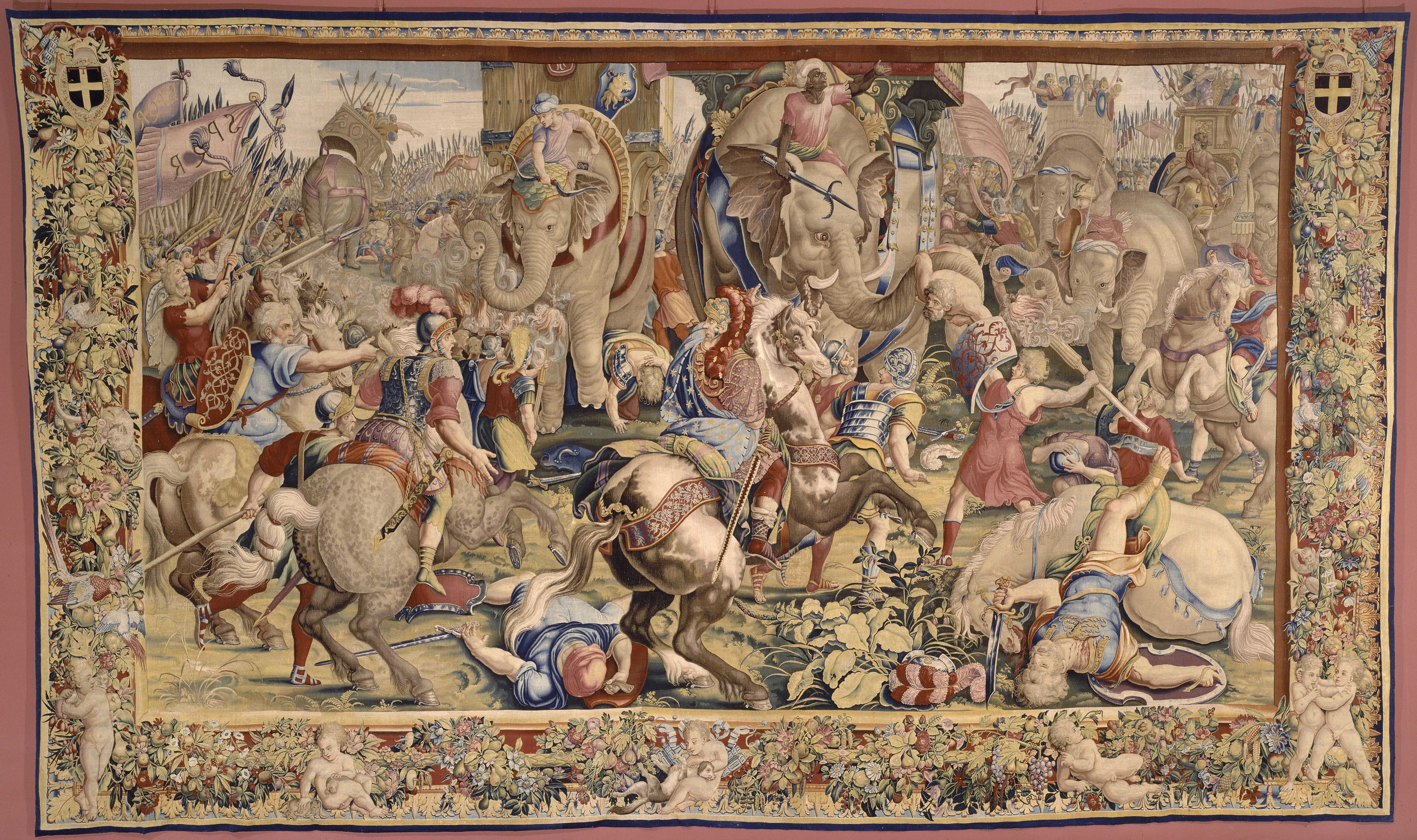
معركة زاما بريشة جول رومان

في القرن الثالث ق.م، ظهرت روما وقرطاج كأقوى قوتين عسكريتين في غرب البحر المتوسط. وقد تقاتل الخصمان لمدة ثلاث وعشرين سنة من أجل السيطرة عل جزيرة صقلية والبحر المتوسط. وبعدها في 231 ق.م هزمت البحرية الرومانية القرطاجيين في معركة الجزر الإيجية، وأنتهت ما أصبح يعرف بالحرب البيونية الأولى.
أمن انتصار روما على البحرية القرطاجية، السيطرة لها على البحر. ولم يؤثر هذا النصر على القوة البرية القرطاجية، وبعد عشرين عاما. قاد حنبعل جيشه نحو إسبانيا. وفي غضون سنتين، أخضع كل البلاد. وفي 218 ق.م اعلنت روما الحرب على قرطاج. وابتدات بذلك الحرب البيونية الثانية. رد حنبعل بالزحف على إيطاليا ب 50000 رجل وأربعين فيلا. ورغم خسارته للكثير من رجاله وحيواناته، نجح في عبور جبال الألب ومقاومة غارات القبائل الجبلية والعوامل الجوية القاسية.
وفي السنوات الست عشر اللاحقة، قاتل الرومان وهو يتقدم جنوبا باتجاه روما. لم يمنعه من الاستيلاء على العاصمة الرومانية سوى نقص التعزيزات ومعدات الحصار. وفي 207 ق.م أمر شقيقه صدربعل الذي يقود الجيش القرطاجي في إسبانيا الانضمام إليه في حملته العسكرية الأخيرة. اكتشف الرومان طريق تقدم صدربعل شقيق حنبعل، فكمنوا له واشتبكوا معه في معركة ميتيرس. وأعلنت روما نصرها.
بالرغم من عشرين سنة من الانتصارات المتواصلة، معظمها على التراب الإيطالي، إلا أن القائد القرطاجي حنبعل برقا ظل متواجداً في إيطاليا، وإن كان محدوداً في جنوب شبه الجزيرة. ثم أتى النصر الحاسم الذي ناله گايوس كلوديوس نيرون في معركة متوروس القصيرة التي انتهت بمصرع شقيق حنبعل، صدربعل برقة، وقطعت الطريق بغير رجعة، على أي أمل تعزيزات. وقد أصبح حنبعل بذلك محصوراً ومجبر على اتباع سياسة الأرض المحروقة في جميع أرجاء إيطاليا الجنوبية. وكان حنبعل قد دخل إيطاليا كغازٍ منتصر. وقد ألحق الخزي بالرومان في تيكينوس، تربيا، بحيرة تراسيمنه، وأخيراً في كنـّاي حيث ذبح زهرة جنود الجيش الروماني. وقد توقع حنبعل أن يستخدم تلك الانتصارات في إقناع المدن-الدول الإيطالية بالتمرد والتحالف معه. وقد ثار، بالفعل، العديد من المدن-الدول الإيطالية على روما. إلا أنه بفضل تصميم القيادة الرومانية ونظامهم العبقري في التحالفات والمعاهدات مع شعوب الرعية، فقد تمكن الرومان من الحفاظ على عدد من الجيوش القوية في أرجاء إيطاليا وصقلية وإسبانيا وبذلك احتفظوا بالمناطق الهامة.
بال بإلقائها رأس شقيقه داخل معسكرها. ورغم خسارته لشقيقه ونقص تعزيزاته، واصل حنبعل عملياته العسكرية متجها إلى الشمال في طريقه لروما.

## الأحداث

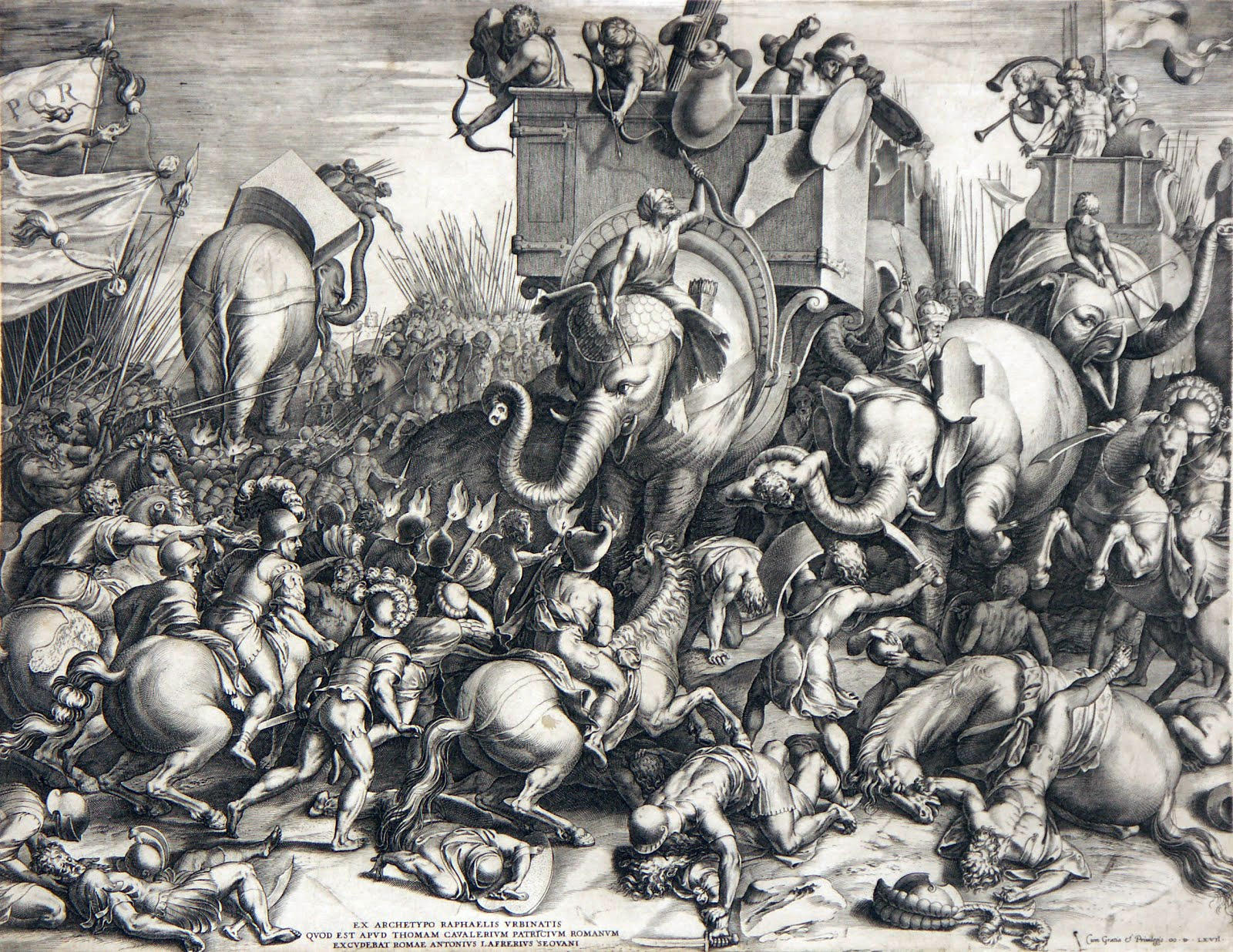
معركة زاما رسم كورنيليز كورت, 1567

وفي 205 ق.م، تولى سيبيو قيادة الفيالق الرومانية، وقرر أن أفضل طريقة لإزاحة حنبعل عن الأراضي الرومانية هي بنقل الحرب إلى قرطاجة نفسها. هزم بسرعة الجيش القرطاجي المتبقي في إسبانيا، ثم أبحر نحو شمال أفريقيا. حقق عدة انتصارات بالقرب من قرطاجة العاصمة. وبعد أن سمع حنبعل بانتصارات سيبيو بالقرب من مدينته، أبحر عائدا إليها والدفاع عن بلاده.
جلب حنبعل معه 12000 وجند بسرعة 25000 رجل من المشاة والفرسان. كما جلب أيضا ثمانين فيلا. حشد سيبيو من خلال التعزيزات القادمة من بلاده وتجنيده لرجال القبائل المحلية المناوئة لقرطاجة 30000 رجل مشاة و9000 فارس. وفي ت 2022 ق.م التقى أقوى جيشين غرب المتوسط يقودهما أقوى قائدين عسكريين نفوذا في عصرهما، في منطقة زاما، التي تبعد حوالي خمسة أميال جنوب غرب قرطاجة.
قسم سيبيو مشاته إلى ثلاثة صفوف متوازية، ووضع قليلي الخبرة في المقدمة، والمحاربين المحنكين في المؤخرة. ووقف الفرسان على الجناحين. أحرى القائد الروماني تعديلا واحدا على هذا التشكيل، فترك مسافة فاصلة تمتد من 10-20 مترا بين كل سرية مؤلفة من 120 رجلا وأخرى. نظم حنبعل جيشه بطريقة مماثلة، ولكن دون فواصل، ووضع صفا من الفيلة في مقدمة مشاته.
عندما بدأت مجموعة الفيلة بدأ حنبعل بالتقدم، نفخ الرومان أبواقا وضربوا بسيوفهم على تروسهم، وخلقو ضجة كبرى بأقصى ما يستطيعون. جفلت الفيلة. اتجه بعضها نحو الفواصل المتروكة بقصد في الصفوف الأمامية الرومانية، وهربت الأخرى إلى الخلف أو نحو الجناحين. قام الفرسان الرومان بهجوم مقابل على الخيالة القرطاجيين، وردوهم إلى الوراء. ورغم فشل فيلته وتقهقر فرسانه، تقدم جيش حنبعل. وما إن اخترق القرطاجيون خط الدفاع الأول للرومانيين حتى انقض الفرسان النوميد تحت قيادة ماسينيسا عليهم من الخلف. أتاحت هذه المناورة لصفي سيبيو الثاني والثالث إحكام تطويق مشاة حنبعل.
وفي نهاية اليوم، وفع قرابة نصف الجيش القرطاجي صرعى على حقول زاما. وأسر الرومان أكثر من ذلك. فر حنبعل وقلة من رجاله. بلغت خسائر روما حوالي 1500 رجل.تحرك بعدها سيبيو نحو مدينة قرطاجة، ورغم نقص معدات الحصار، كان باستطاعته تدمير المدينة فضل بدلا من ذلك منح أهلها سلما كريما، حفظ قرطاجة وسمح لحنبعل بالعودة واستلام القيادة فيها. لكن حنبعل رفض طلب روما. وفي الآخر، تم نفيه إلى سوريا. وهناك إنضم إلى جماعة أخرى مناوئة لروما. وأخيرا اختار الانتحار بدل الأسر في 183 ق.م.
استمر السلام بين روما وقرطاجة مدة خمسين عام، قبل أن يستل القرطاجيون سيوفهم مرة أخرى. لم تستمر الحرب البيونية الثالثة طويلا، ولم تحصل حرب رابعة. فبعد حصارلمدة أربعة أعوام، سقطت قرطاجة بيد روما في 146 ق.م. وقتل الجيش الروماني كل رجال المدينة وباع النساء والأطفال في سوق الرقيق، ومحقوا المدينة. وبذلك انتهى وجود المدينة التي كانت تسمى قرطاجة وامبراطورية الفينيقين الغربية.

## النتائج
لقد جعل نصر زاما من روما أقوى قوة عسكرية غرب البحر المتوسط. وامتدت سيطرتها على كل شبه الجزيرة الإيطالية وصقلية وكورسيكا وسردينيا وإسبانيا. ومع هزيمة قرطاجة، استطاعت روما توجيه قواتها العسكرية نحو الشرق لتهزم الإغريق. ورغم أن الأمر قد أخذ فترة قرن ونصف قبل أن تظهر الإمبراطورية الرومانية، إلا أن بذورها قد زرعت في سهول زاما. تقاعد بعدها سيبيو ومنح لفب..الأفريقي.. أو أفريكانوس، ونال شهرة أقوى قائد عسكري في زمنه.
رغم أنه من الصعب على قرطاجة ان تستطيع هزيمة واحتلال روما وذلك بسبب نقص في الموارد والإرادة ولكن لو كانت قد انتصرت في زاما لبقيت تشكل تهديدا كبيرا يحول دون فتوحات روما المستقبلية ومن تطورها كإمبراطورية. وبدلا من ذلك، قضت هزيمة قرطاجة على أية قوة محتملة في شمال أفريقيا.